# Hooligans (film)
Hooligans (Green Street, Green Street Hooligans) – brytyjsko-amerykański dramat filmowy z roku 2005, opowiadający o środowisku kibiców angielskiego klubu piłkarskiego West Ham United, Film stał się kultowym dziełem, opisującym subkulturę Casual w latach 90 i 00.

## Opis
Student Harvardu Matt Buckner zostaje niesłusznie oskarżony o posiadanie narkotyków należących do jego współlokatora. W efekcie zostaje wyrzucony z uczelni na dwa miesiące przed ukończeniem. Wyjeżdża do siostry do Anglii, gdzie poznaje swojego szwagra, Steve'a Dunhama. Jego brat, Pete Dunham, wprowadza Matta w świat „ekip” – grup chuliganów wspierających wybrany klub piłkarski. Po chłodnym przyjęciu Matt zaczyna odnajdywać się w brutalnym świecie bójek, przemocy i ciągłego zagrożenia. Stopniowo zdobywa zaufanie ekipy Green Street Elite i buduje przyjaźń z Pete’em.

## Obsada
- Elijah Wood – Matt Buckner
- Charlie Hunnam – Pete Dunham
- Claire Forlani – Shannon Dunham
- Marc Warren – Steve Dunham
- Leo Gregory – Bovver
- Ross McCall – Dave
- Joel Beckett – Terry
- Geoff Bell – Tommy Hatcher
- Ben Brimson – Syn Tommy'ego Hatchera
- Morne Botes – chuligan
- Terence Jay – Jeremy Van Holden
- Jamie Kenna – Wielki Marc
- Henry Goodman – Carl Buckner
- Scott Christie – Ricky
- Rafe Spall – Swill
- Kieran Bew – Ike
- Christopher Hehir – Keith
- Shon Blotzer – Alex
- Francis Pope – Ned